# Gesing (Banjar)
Gesing is een bestuurslaag in het regentschap Buleleng van de provincie Bali, Indonesië. Gesing telt 3331 inwoners (volkstelling 2010).